# Wilfried Louis
Wilfried Louis (* 25. Oktober 1949) ist ein ehemaliger haitianischer Fußballspieler.

## Karriere

### Verein
Auf Vereinsebene spielte Louis für Don Bosco FC.

### Nationalmannschaft
Für die haitianische Nationalmannschaft kam er zu zwei Einsätzen. Eines davon bestritt er am 23. April 1972 bei der Qualifikation zur WM 1974 gegen Puerto Rico, welches Haiti mit 5:0 gewinnen konnte, außerdem wurde er bei der WM 1974 gegen Argentinien eingesetzt, das Spiel verlor Haiti mit 4:1.
| Personendaten    | Personendaten                |
| ---------------- | ---------------------------- |
| NAME             | Louis, Wilfried              |
| KURZBESCHREIBUNG | haitianischer Fußballspieler |
| GEBURTSDATUM     | 25. Oktober 1949             |
| GEBURTSORT       | Haiti                        |